# آن أبلباوم
آن إليزابيث أبلباوم (25 يوليو 1964)، صحفية ومؤرخة أمريكية وحاملة للجنسية البولندية. حصلت على جائزة بوليتزر، وكتبت عن الماركسية اللينينية وتطور المجتمع المدني في أوروبا الوسطى والشرقية، وهي أستاذة زائرة في كلية لندن للاقتصاد حيث تدير مشروع أرينا، وهو مشروع للدعاية والتضليل الإعلامي. كانت أيضًا محررة في صحيفة ذا إيكونوميست البريطانية وصحيفة ذا سبيكتيتور، وعضواً في هيئة تحرير صحيفة واشنطن بوست بين عامي 2002 و 2006.

## حياة مبكرة
ولدت آن أبلباوم في واشنطن العاصمة لوالديها "هارفي أبلباوم" وهو شريك في مكتب محاماة كوفينغتون وبورلينغ و"إليزابيث (بلوم) أبلباوم". نشأت أبلباوم في أسرة يهودية مُصلحة جدًا انتقل أسلافها من بيلاروسيا إلى أمريكا. تخرجت من مدرسة أصدقاء سيدويل في عام 1982.
حصلت أبلباوم على درجة البكالوريوس بجدارة في التاريخ والأدب من جامعة ييل في عام 1986، وحصلت على درجة الماجستير في العلاقات الدولية في عام1987، ودرست في كلية سانت أنتوني في أكسفورد قبل الانتقال إلى وارسو في بولندا في عام 1988 للعمل كمراسلة لصحيفة ذا إيكونومست.

## الصحافة والعمل الأدبي
كتبت أبلباوم عن انهيار الشيوعية من وارسو منذ عام 1988. عملت لدى صحيفة ذا إيكونومست وذا إندبندنت حيث كتبت في الصفحات الأولى وغطت قصصًا عن التحولات الاجتماعية والسياسية الهامة في وسط وشرق أوروبا قبل سقوط جدار برلين في عام 1989 وبعده. نشرت كتابها الأول بعنوان «بين الشرق والغرب» في عام 1994، وهو عبارة عن رحلة وصفت تنامي القومية في الجمهوريات الغربية في الاتحاد السوفيتي.
عملت أبلباوم لفترة قصيرة كمحررة لأخبار أفريقيا في صحيفة ذا إيكونومست في عام 1992. غادرت الصحيفة في عام 1993 وأصبحت محررة أجنبية ثم نائبة رئيس تحرير مجلة ذا سبيكتيتور حيث كتبت عن السياسة البريطانية والدولية.
عادت أبلباوم إلى بولندا في عام 1998 حيث واصلت الكتابة لصحيفة صنداي تلغراف وغيرها من الصحف. أجرت مقابلة مهمة مع رئيس الوزراء توني بلير في عام 2001،  كما بدأت في إجراء البحوث التاريخية لكتابها «غولاغ: تاريخ المعسكرات السوفييتية» عن نظام معسكر الاعتقال السوفيتي، وفاز بجائزة بوليتزر في عام 2004 للخيال العام. ترشح الكتاب أيضًا لجائزة الكتاب الوطني، وتُرجم في النهاية إلى أكثر من 25 لغة.
عاشت أبلباوم في واشنطن من عام 2001 إلى عام 2005، وكانت عضوًا في هيئة تحرير صحيفة واشنطن بوست. كتبت عن مجموعة واسعة من قضايا السياسة الأمريكية بما في ذلك الرعاية الصحية والضمان الاجتماعي والتعليم. صدر كتابها التاريخي الثاني بعنوان «الستار الحديدي: سحق أوروبا الشرقية 1944-1956» في عام 2012 من قبل دار دوبليداي للنشر في الولايات المتحدة ودار ألين لين في المملكة المتحدة.
```
أنشأت وأدارت منتدى الانتقالات في معهد ليغاتوم من عام 2011 إلى عام 2016، وهو مؤسسة فكرية دولية ومؤسسة خيرية تعليمية مقرها لندن، وأدارت برنامجًا مدته عامين يدرس العلاقة بين الديمقراطية والنمو في البرازيل والهند وجنوب إفريقيا،
[
20
]
 وأنشأت مشروع مستقبل سوريا [21] ومشروع مستقبل إيران
[
31
]
 حول التغيير المؤسسي في المستقبل في هذين البلدين.
```

### الشعبوية
قالت أبلباوم في آذار/مارس 2016 قبل ستة أشهر من انتخاب الرئيس دونالد ترامب: «هل هذه هي نهاية الغرب كما نعرفها؟»، وأضافت: «نحن على بعد انتخابين أو ثلاثة انتخابات سيئة عن نهاية حلف الناتو، ونهاية الاتحاد الأوروبي، وربما نهاية النظام العالمي الليبرالي».
ألهم قولها السابق مجلة تاغس أنسايغر السويسرية ومجلة دير شبيغل الألمانية لأجراء لقاء معها في كانون الأول/ديسمبر في عام 2016 وكانون الثاني/يناير في عام 2017. جادلت أبلباوم في وقت مبكر جدًا بأن للحركة بعد دولي حيث تشترك المجموعات الشعبية في أوروبا بالأفكار والأيديولوجية والأصدقاء والمؤسسين، وهم على عكس المحافظين البوركيين الذين يسعون إلى الإطاحة بالمؤسسات الحالية لإعادة الأشياء التي كانت موجودة في الماضي، أو التي يعتقدون أنها كانت موجودة في الماضي بالقوة.

### روسيا
بدأت أبلباوم الكتابة عن روسيا منذ أوائل التسعينيات، ووصفت الروابط بين فلاديمير بوتين الرئيس الروسي الجديد آنذاك مع الزعيم السوفيتي السابق يوري أندروبوف والاستخبارات السوفييتية القديمة في عام 2000. بدأت بعد ذلك التحدث عن البوتينية كأيديولوجية معادية للديمقراطية على الرغم من أن معظم الشعب في ذلك الوقت كان يعتبر الرئيس الروسي براغماتيًا مؤيدًا للغرب.
كانت أبلباوم في تموز/ يوليو في عام 2016 قبل الانتخابات الأمريكية واحدة من أوائل الصحافيين الأمريكيين الذين يكتبون عن أهمية روابط روسيا مع دونالد ترامب والإشارة إلى أن الدعم الروسي لترامب كان جزءًا من حملة سياسية روسية أوسع تهدف إلى زعزعة استقرار الغرب. قالت أيضًا أن ما ساعدها في تشكيل وجهة نظرها حول الاتحاد السوفييتي هو قضائها لفترة صيف كامل كطالبة في مدينة لينينغراد في الاتحاد السوفيتي في عام 1985.

### أوروبا الوسطى
كتبت أبلباوم بتوسع عن تاريخ أوروبا الوسطى والشرقية، وبولندا بشكل خاص، وجادلت في ختام كتابها «الستار الحديدي» بأن إعادة بناء المجتمع المدني كان التحدي الأكثر أهمية والأكثر صعوبة بالنسبة لدول ما بعد الشيوعية في وسط أوروبا، وقالت في مقال آخر إن الهوس الاستبدادي الحديث بقمع المجتمع المدني يعود إلى لينين. كتبت أيضًا مقالات عن المخرج البولندي أندرزي وجدة، وعن الاحتلال النازي السوفيتي لوسط أوروبا، وعن سبب عدم دقة الاعتراف بأوروبا الشرقية ككيان واحد.

## التضليل والدعاية والأخبار المزيفة
جادلت أبلباوم في عام 2015 بأنه يجب على موقع فيسبوك أن يتحمل مسؤولية نشر قصص كاذبة والمساعدة في التراجع عن الأضرار الفادحة التي سببها الموقع وغيره من أشكال وسائل التواصل الاجتماعي على النقاش الديمقراطي والنقاش المتحضر في جميع أنحاء العالم.

## الحياة الشخصية
تزوجت أبلباوم في عام 1992 من رادوسلاف سيكورسكي الذي أصبح بعد زواجهما وزيرًا للدفاع البولندي، ووزير الخارجية، ومارشال مجلس النواب. امتلك الزوجا ابنان وهما ألكسندر وتوماس. أصبحت أبلباوم مواطنة بولندية في عام 2013، وتتكلم البولندية والروسية بالإضافة إلى اللغة الإنجليزية. أيدت أبلباوم حملة هيلاري كلينتون للرئاسة في تموز/يوليو لعام 2016 القائمة على أساس أن ترامب هو رجل يبدو مصممًا على تدمير التحالفات التي تحافظ على السلام الدولي والقوة الأمريكية".

## روابط خارجية
- آن أبلباوم على موقع IMDb (الإنجليزية)
- آن أبلباوم على موقع مونزينجر (الألمانية)
- آن أبلباوم على موقع ميوزك برينز (الإنجليزية)
- آن أبلباوم على موقع قاعدة بيانات الفيلم (الإنجليزية)